# Zenta Kopp
Zenta Kopp wł. Kreszentia Kopp z domu Gastl (ur. 29 grudnia 1933 w Monachium) – niemiecka lekkoatletka, płotkarka, wicemistrzyni Europy z 1958, była rekordzistka świata. W czasie swojej kariery reprezentowała Republikę Federalną Niemiec.

## Kariera sportowa
Specjalizowała się w biegu na 80 metrów przez płotki. Odpadła w półfinale tej konkurencji na mistrzostwach Europy w 1954 w Bernie.
29 lipca 1956 we Frechen Gastl ustanowiła rekord świata w biegu na 80 metrów przez płotki czasem 10,6 s, poprawiając dotychczasowy rekord należący do Galiny Jermolenko o 0,2 sekundy. Startując we wspólnej reprezentacji Niemiec odpadła w półfinale biegu na tym dystansie na igrzyskach olimpijskich w 1956 w Melbourne.
Zdobyła srebrny medal na mistrzostwach Europy w 1958 w Sztokholmie, przegrywając jedynie z Galiną Bystrową ze Związku Radzieckiego. Odpadła w półfinale na igrzyskach olimpijskich w 1960 w Rzymie.
Była mistrzynią RFN w biegu na 80 metrów przez płotki w latach 1955, 1956 i 1958–60, wicemistrzynią w 1954, 1957 i 1964 oraz brązową medalistką w 1952. W skoku w dal była mistrzynią RFN w 1959 i 1960 oraz wicemistrzynią w 1963. Zdobyła również brązowe medale w pięcioboju w 1959, 1963 i 1964. W hali była mistrzynią RFN w biegu na 60 metrów przez płotki w 1959 oraz 1958, a także brązową medalistką w biegu na 60 metrów w 1958.